# Mississippi State
Mississippi State – jednostka osadnicza w Stanach Zjednoczonych, w stanie Missisipi, w hrabstwie Oktibbeha.